# Islas Vírgenes de los Estados Unidos en los Juegos Olímpicos de Pekín 2008
Las Islas Vírgenes de los Estados Unidos estuvieron representadas en los Juegos Olímpicos de Pekín 2008 por siete deportistas, seis hombres y una mujer, que compitieron en cinco deportes.
El portador de la bandera en la ceremonia de apertura fue el nadador Josh Laban. El equipo olímpico virgenense estadounidense no obtuvo ninguna medalla en estos Juegos.